# Voyager (Browser)
Voyager ist ein freier Webbrowser für den Amiga-Computer. Er wurde vom Unternehmen VaporWare entwickelt, unterstützt unter anderem HTML 3.2 sowie zum Teil HTML 4.0, JavaScript, Frames, SSL und Flash und ist auch für das Betriebssystem MorphOS verfügbar.
Voyager ist auch der Name eines völlig anderen Webbrowsers unter QNX.